# Карсавин, Лев Платонович
Лев Плато́нович Карса́вин (лит. Levas Karsavinas; 1 [13] декабря 1882 года, Санкт-Петербург — 17 или 20 июля 1952 года, Абезь, Коми АССР, СССР) — русский религиозный философ, историк культуры, медиевист, поэт.

## Ранние годы
Родился в семье актёра балета Мариинского театра Платона Константиновича Карсавина и его жены Анны Иосифовны, урождённой Хомяковой, дочери двоюродного брата известного славянофила А. С. Хомякова. Брат балерины Тамары Карсавиной.
Ученик И. М. Гревса, окончил историко-филологический факультет Петербургского университета (1906). С 1909 года преподавал в Историко-филологическом институте (профессор с 1912 года, инспектор с 1914) и на Высших женских (Бестужевских) курсах; приват-доцент Петербургского университета (с 1912 года), затем профессор (с 1916 года).
Магистерская диссертация — монография «Очерки религиозной жизни в Италии XII—XIII веков» (1912; защитил в 1913). Докторская диссертация — «Основы средневековой религиозности в XII—XIII вв., преимущественно в Италии» (1915; защитил в 1916).
Участник петроградского «Братства Святой Софии» (1918—1922). Был одним из членов-учредителей Вольной философской ассоциации (Вольфила, 1919—1924). В 1920 году один из учредителей издательства «Петрополис», один из учредителей и профессоров Богословского института. В 1921 году избран профессором Общественно-педагогического и правового отделений факультета общественных наук Петроградского университета, председателем Общественно-педагогического отделения.
В августе 1922 года был арестован и приговорён к высылке за границу без права возвращения. Освобождён незадолго до высылки.

## Эмиграция
Выслан из советской России в ноябре 1922 года вместе с группой из сорока пяти деятелей науки и культуры (Н. А. Бердяев, С. Н. Булгаков, С. Л. Франк, И. А. Ильин и другие) и членами их семей в Германию. В Берлине был избран товарищем (то есть заместителем) председателя Бюро Русского академического союза в Германии, стал одним из организаторов, затем сотрудником Русского научного института. Соучредитель (вместе с Н. А. Котляревским) издательства «Обелиск». С 1926 года жил в Кламаре под Парижем. Примкнул к евразийскому движению: возглавил Евразийский семинар в Париже, был членом редколлегии газеты «Евразия» (1928—1929) и её ведущим автором, участвовал в евразийских сборниках.

## В Литве
В конце 1927 года получил приглашение занять кафедру всеобщей истории в Литовском университете (Каунас; впоследствии Университет Витаутаса Великого). С 1928 года жил в Каунасе; в 1928—1940 годах профессор всеобщей истории университета в Каунасе (с 1929 года преподавал на литовском языке). После присоединения Литвы к СССР остался в стране. С переводом гуманитарного факультета университета в Вильнюс (1940) стал профессором Вильнюсского университета. С 1941 года одновременно преподавал в художественном институте. Короткое время работал в художественном музее.
Живя в Литве, редактировал академические издания, издал свои книги на русском языке «О личности» (1929) и «Поэма о смерти» (1931). На литовском языке опубликовал работу «Теория истории» (1929), фундаментальное пятитомное исследование «История европейской культуры» («Europos kultūros istorija», 1931—1937), несколько десятков статей по средневековой философии и теологии в «Литовской энциклопедии» («Lietuviškoji enciklopedija») и журналах.

## Арест, высылка и смерть
В 1944 году советскими властями отстранён от преподавания в Вильнюсском университете, уволен из музея. В 1949 году уволен из Художественного института, арестован и обвинён в участии в антисоветском евразийском движении и подготовке свержения советской власти. В марте 1950 года приговорён к десяти годам исправительно-трудовых лагерей. Умер от туберкулёза в спецлагере для инвалидов в посёлке Абезь, Коми АССР.

## Увековечивание памяти
В 1989 году в результате многолетнего поиска В. И. Шаронова на чудом уцелевшем лагерном кладбище близ посёлка Абезь было установлено место захоронения Л. П. Карсавина. Это стало возможным благодаря личному архиву Е. И. Ванеевой, вдовы ученика Л. П. Карсавина, в котором сохранилась фотография Владаса Шимкунаса у могилы с литерой «П-11», занесённой в личное дело НКВД Льва Карсавина как литера захоронения, а также свидетельствам бывших заключённых Абезьского лагеря. В 1990 году в Литве у лидеров «Саюдиса» возникла идея перенесения останков Карсавина в Вильнюс. Дочери Карсавина Сусанна и Марианна высказались против такой идеи. После вмешательства авторитетного католического священника Станисловаса Добровольскиса попытки перенести прах Карсавина прекратились. В 1990 году житель Абези Виктор Ложкин установил на могиле крест, а литовские общественные организации — памятник репрессированным в форме разъятого металлического листа на постаменте с разрывом в виде креста.
В декабре 1992 года в связи со 110-летием со дня рождения в центре Каунаса на доме по улице Кревос (Krėvos g. 7), в котором Карсавин жил в 1935—1940 годах, была открыта мемориальная таблица с барельефом (скульптор Владас Жуклис, архитектор Йонас Лукше). Имя Карсавина носит школа в Вильнюсе (с 1996 года) и в 1994—2008 годах носила школа в Каунасе (ныне Жалякальнисская прогимназия).
17 октября 2005 года на фасаде дома в Вильнюсе (улица Диджёйи, 1; так называемый «дом Франка»), в котором жил Карсавин в 1940—1949 годах, открыта памятная таблица из песочно-розового мрамора с барельефом учёного (работа скульптора Ромуалдаса Квинтаса) и с текстом на литовском и русском языках. 3 февраля 2006 года в Каунасе на так называемом «профессорском доме» (Žemuogių g. 6) открыта коллективная мемориальная таблица в память живших в этом здании профессоров Университета Витаутаса Великого с упоминанием Льва Карсавина, жившего здесь 1928—1929 годах (архитектор Йонас Лукше).
На литовском языке переиздана «История европейской культуры» и другие сочинения Карсавина. В составленную поэтом и переводчиком Альфонсасом Буконтасом книгу на литовском языке вошли отдельные трактаты и поэзия. В переводах Альфонсаса Буконтаса была издана книга сонетов и терцин Карсавина (с параллельным текстом на русском языке)

## Научная деятельность
Работы раннего периода, основанные на обширном материале исторических источников, посвящены истории средневековых религиозных течений и духовной культуры средневековья. Высоко оценивал Карсавина как медиевиста А. Я. Гуревич.

### Философия
Развивал своеобразную версию «философии всеединства» применительно к проблеме личности, методологии истории, истории культуры, гносеологии, этике, социологии, стремясь к созданию целостной системы христианского миросозерцания. Опирался на раннехристианские учения (патристика, Ориген) и русскую религиозную философию, в особенности на традицию В. С. Соловьёва. Категория всеединства у Карсавина понимается как динамический принцип становления бытия и в качестве фундаментальной категории исторического процесса лежит в основе историософии.
В трудах Карсавина одно из главных мест занимает понятие личности человека, оно является одним из центральных для философа. Карсавин полагал, что становление личности человека тесно связано с процессом его обожения (в связи с этим одной из проблем, которая интересовала философа, был вопрос о том, является ли личностью ребёнок), так как человек с развитой личностью, собравший её воедино из раздробленного состояния, характерного для современной эпохи, становится духовным и приближается к Богу, не имея, однако, возможности достичь Его.
Понятие личности у Карсавина связано с понятием бытия. Оно понимается как высшее существование в Боге, тогда как реальная, земная жизнь получает название «бывания», что подчёркивает её конечность, несовершенность. Из этого следует, что человек, рождаясь в этом мире, не является личностью в том смысле, в каком её понимает Карсавин. Он — лишь некая «заготовка» или «субстрат», который потенциально может приблизиться к состоянию личности, стать частью Божественной Ипостаси, только посвятив свою жизнь процессу обожения, то есть существованию, уподобленному жизни Христа. Кроме того, становясь личностью, человек не должен стремится к совершению чего-то уникального. Личность развивается в человеке в процессе интериоризации общих божественных ценностей. Здесь прослеживается идея всеединства, так как отдельные личности, с одной стороны обладая некоторой природной индивидуальностью, усваивают единые высшие ценности, а кроме того, устремляют свою жизнь к общей цели.
Совокупность личностей, устремлённых к Богу, философом понимается как «соборная» или «симфоническая» личность. Здесь Карсавин отклоняется от традиционной христианской философии, так как ставит эту симфоническую личность выше индивидуальной, хотя последняя является подобием Бога.

## Семья
Жена — Лидия Николаевна Карсавина, урожд. Кузнецова (1881—1961, Вильнюс). Окончила Бестужевские курсы. В эмиграции была членом Комитета (Общества, Фонда) помощи Марине Цветаевой. После ареста Л. П. Карсавина Лидию Николаевну и Сусанну Львовну выселили из университетской квартиры на улице Диджёйи. Для того, чтобы на что-то жить и отправлять посылки в лагерь Льву Платоновичу и Ирине, Лидия Николаевна и Сусанна продавали книги из семейной библиотеки и уцелевшую мебель, работали прислугой. Похоронена на православном Евфросиниевском кладбище.
Дети:
- Ирина (1906, Санкт-Петербург — 1987, Вильнюс). После того, как Л. П. Карсавина вместе с семьей выслали из Советской России, жила в Берлине, в Париже. Училась на историко-филологическом факультете Университета Сорбонны. Некоторое время жила в Великобритании, затем приехала к отцу в Каунас. В годы немецкой оккупации Литвы с 1941 по 1944 годы работала продавщицей в Вильнюсском книжном антикварном магазине и преподавала немецкий язык в средней технической школе. В марте 1948 года арестована; приговор — 10 лет ИТЛ[17], этапирована в Дубравлаг. Освобождена в 1955 году, после освобождения жила в Вильнюсе, с 1955 по 1966 годы преподавала английский и французский языки в Вильнюсском государственном университете[18]. Похоронена рядом с матерью на Евфросиньевском кладбище.
- Марианна, в замужестве Сувчинская (1911, Рим — 1994, Париж). Муж — Петр Петрович Сувчинский. Художница, работала в модных домах Франции, в 1938 году — в парижском журнале «Vogue»[19]. После смерти мужа Марианна Львовна передала значительную часть его архива в Департамент музыки Национальной библиотеки Франции.
- Сусанна (1920, Петроград — 2003, Вильнюс). В 1922—1926 годы жила в Берлине, в 1926—1933 годы — в Париже, в 1933—1940 годы — в Каунасе, с 1940 года — в Вильнюсе[20]. Похоронена рядом с матерью и сестрой на семейном участке Евфросиниевского кладбища.